# Kankarinjärvi
Kankarinjärvi är en sjö i Finland. Den ligger i Kihniö kommun i landskapet Birkaland, i den sydvästra delen av landet, 240 km norr om huvudstaden Helsingfors. Kankarinjärvi ligger 130,6 meter över havet. I omgivningarna runt Kankarinjärvi växer i huvudsak blandskog. Arean är 7,48 kvadratkilometer och strandlinjen är 30,77 kilometer lång. Sjön  ingår i Kumo älvs huvudavrinningsområde. 